# Капітуляція Німеччини у Першій світовій війні
Капітуляція Німеччини у Першій світовій війні — угода про припинення військових дій між Німецькою імперією та Антантою. Започаткована 5 жовтня 1918 року, коли німецьким урядом було офіційно оголошено про готовність Німеччини до капітуляції перед Антантою. 10 листопада 1918 року Берлінською радою прийнято рішення створити тимчасовий уряд — Раду народних уповноважених, яка 11 листопада 1918 року  підписала у Комп'єні договір про повну капітуляцію імперської армії Німеччини і поклала край Першій світовій війні.

## Історія

### Передумови
На вересень 1918 року становище Німеччини з кожним днем дедалі погіршувалося. Загальностратегічна обстановка на фронтах світової війни багато в чому покращилась на користь Антанти. Союзникам вдалося досягти рішучого переваги в силах над Німеччиною. У вересні в правлячих колах Німецької імперії досить відкрито розпочали обговорювати про загрозу воєнної катастрофи. Внаслідок безперервних мобілізацій гостро відчувалася нестача робочої сили у промисловості. Внутрішньополітична обстановка всередині країни загострювалася, невдоволення переростало у відкрите обурення німецького народу. На фоні цієї загрозливої ситуації у міру розгортання наступальних операцій Антанти стан німецької армії ставав усе більш важким.
1 жовтня уряд Гертлінга пішов у відставку, а 3 жовтня був утворений кабінет на чолі з принцом Максом Баденським, що мав репутацію ліберала і пацифіста. У ніч на 4 жовтня через німецького посланника в Швейцарії новий німецький уряд відправив президентові США В. Вільсону телеграму з проханням про перемир'я і початок мирних переговорів на основі «Чотирнадцяти пунктів», викладених в його посланні до конгресу від 8 січня 1918 року.
Спочатку В.Вільсон погодився розпочати переговори при умові відведення німецьких військ із захоплених територій і зречення кайзера. Але, з огляду на жорстку позицію Франції, Великої Британії та Італії, таки міри успіху не мали.
3 листопада у місті Кіль повстали військові моряки. Незабаром у Берліні на боротьбу піднялись робітники. В результаті Листопадової революції монархія була повалена. Імператор Вільгельм II втік з країни до Нідерландів, де 28 листопада він підписав формальний документ про зречення від престолу. У Берліні був сформований республіканський уряд, на який і покладалося завдання завершити війну.

### Умови капітуляції
Вранці 8 листопада німецька делегація прибула на станцію Ретонд в Комп'єнському лісі, де і була прийнята маршалом Фошем. Їй були зачитані умови перемир'я. Вони передбачали припинення військових дій, евакуацію протягом 14 днів окупованих німецькими військами районів Франції, територій Бельгії та Люксембургу, а також Ельзас-Лотарингії. Війська Антанти займали лівий берег Рейну (причому утримання окупаційної армії цілком покладалося на Німеччину), а на правому березі передбачалося створення демілітаризованої зони. Німеччина зобов'язувалася негайно повернути на батьківщину всіх військовополонених, а також евакуювати свої війська з території країн, що входили раніше до складу Австро-Угорщини, з Румунії, Туреччини та Східної Африки.
Німеччина повинна була видати Антанті 5 тис. артилерійських гармат, 30 тис. кулеметів, 3 тис. мінометів, 5 тис. паровозів, 150 тис. вагонів, 2 тис. літаків, 10 тис. вантажних автомобілів, 10 лінійних кораблів, 6 важких і 8 легких крейсерів, 50 есмінців і 160 підводних човнів. Решта кораблів німецького військово-морського флоту роззброювалися і інтернувалася союзниками. Блокада Німеччини зберігалася.
Для відповіді німецька делегація отримала 72 години. Термін ультиматуму закінчувався 11 листопада в 11 годин ранку за французьким часом.
Зрештою, залякуючи переможців «більшовицькою небезпекою», німецька делегація домоглася деяких поступок. Так, кількість кулеметів, які підлягають видачі, було знижена до 25 тис., літаків — до 1,7 тис., вантажних автомобілів — до 5 тис.. Були зняті вимоги про видачу підводних човнів.
Британський історик Нейл Грант так коментував капітуляцію:
«Зі стратегічної точки зору становище Німеччини було важким, але не безнадійним. Якщо союзникам належало б захоплювати Німеччину, то попереду була важка, тривала робота. Умови капітуляції німців змусили прийняти не так події на полях битв, як на внутрішньому фронті. По всій країні поширювалися анархія і громадські заворушення. Революціонери, названі „спартаківцями“, взяли на себе керівництво в підбурюванні до революції в містах. Навіть католицький і консервативний Мюнхен виявився залученим у події. У багатьох місцях були створені робітничі й солдатські ради».